# Виля, Флориан
Флориан Виля (алб. Florian Vila, годы жизни неизвестны) — албанский шахматист.
Чемпион Албании 1963 и 1973 гг.
В составе сборной Албании участник двух шахматных олимпиад (1970 и 1972 гг.). На олимпиаде 1970 г. выступал на 3-й доске. Сыграл 15 партий, из которых 7 выиграл, 4 завершил вничью и 4 проиграл. На олимпиаде 1972 г. выступал на 2-й доске. Сыграл 16 партий, из которых 5 выиграл (в том числе у М. Фуллера, З. Вранешича и Т. Вибе), 6 завершил вничью (в том числе с Х. Рее, У. Хартстоном и С. Гарсиа) и 5 проиграл.